# Mark Thomas Vande Hei
Mark Thomas Vande Hei (* 10. November 1966 in Falls Church, Virginia) ist ein US-amerikanischer Astronaut.

## Astronautentätigkeit
Der Physiker wurde am 29. Juni 2009 in die 20. NASA-Astronautengruppe gewählt. Die Grundausbildung schloss er im Juni 2011 ab.
Am 12. September 2017 startete Hei zu seinem ersten Raumflug. Als Bordingenieur des Raumschiffes Sojus MS-06 flog er mit Alexander Missurkin und Joseph Acaba zur ISS. Dort arbeitete er als Ingenieur der ISS-Expeditionen 53 und 54. Am 5. Oktober 2017 unternahm er zusammen mit Randolph Bresnik seinen ersten Außenbordeinsatz. Die Rückkehr erfolgte am 28. Februar 2018.
Zu seinem zweiten Raumflug wurde Hei kurzfristig nominiert. Am 9. März 2021 gab die NASA bekannt, dass Hei bereits am 9. April 2021 mit Sojus MS-18 zur ISS starten würde. Dieser Flug war eigentlich mit drei russischen Kosmonauten geplant, aber die NASA wollte sicherstellen, dass stets mindestens ein amerikanischer Astronaut an Bord der ISS sei, auch wenn aufgrund von unvorhergesehenen Problemen über längere Zeit keine amerikanische Raumschiffe starten würden. Dadurch verlor Sergei Korsakow seinen Platz an Bord von Sojus MS-18. Zusammen mit Oleg Nowizki und Pjotr Dubrow erreichte Vande Hei am 9. April 2021 wie geplant die ISS, wo er ab dem 17. April an den Expeditionen 65 und 66 teilnahm.
Am 15. März war er mehr als 340 Tage am Stück auf der Internationalen Raumstation und damit der amerikanische Astronaut mit dem längsten einzelnen Weltraumaufenthalt vor Scott Kelly, der jedoch insgesamt länger im Weltraum war.
Am 30. März kehrte er mit Sojus MS-19 zur Erde zurück. Während seines Aufenthaltes auf der ISS fanden dort Dreharbeiten für den russischen Film The Challenge – Die Herausforderung statt. Hei assistierte bei den Dreharbeiten. In dem Film, der im Jahr 2023 veröffentlicht wurde, hat Hei außerdem einen Cameo-Auftritt.

## Privates
Vande Hei ist verheiratet und hat zwei Kinder. Seine Hobbys sind Fahrradfahren, Wandern, Kanu fahren, Tauchen und Windsurfen.